# Cyclosorus paracuminatus
Cyclosorus paracuminatus är en kärrbräkenväxtart som beskrevs av Ren-Chang Ching, K. H. Shing och J.F.Cheng. Cyclosorus paracuminatus ingår i släktet Cyclosorus och familjen Thelypteridaceae. Inga underarter finns listade.